# Kenya Yasuda
Kenya Yasuda (em japonês:  保田 賢也, Yasuda Ken'ya; Toyama, 29 de março de 1989) é um jogador de polo aquático japonês.

## Carreira
Yasuda integrou a Seleção Japonesa de Polo Aquático que ficou em décimo segundo lugar nos Jogos Olímpicos de 2016.